# Stratasys
Stratasys（ストラタシス）は米国ミネソタ州エデンプレーリーに本拠を構える3次元造形機（ラピッドプロトタイピング）、3Dプリンタの専業メーカー。

## 概要
3次元造形機／3Dプリンタ全体で約40%、3Dプリンタ単独の場合は50%近くの世界シェアを持つ業界の市場を牽引する企業である。1988年に特許を取得した熱溶解積層法技術を元に様々な3次元造形機、3Dプリンタを製造・販売している。製品としては、高級モデル「FORTUS*」、標準モデル「Dimension 3D Printer」、入門モデル「uPrint Personal 3D Printer」の3種類がある。
近年、同社は高級モデル「FORTUS*」を使用した「DDM」（英: direct digital manufacturing）と呼ばれる最終製品や冶工具などを欲しい時に必要な分だけ作成する新しい製造工程方法を提唱しており、DDMを活用することで少ロット対応・カスタムオーダー対応・型費低減・早期市場投入などの様々な用途に利用できるとしている。
2012年、イスラエルの大手3DプリンタメーカーObjet社と合併し、異なる2つの方式の3Dプリンタを取り扱うことになった。
2013年6月には、個人向けの低価格3DプリンタメーカーMakerBot社を買収し、さらに企業規模と取り扱い製品を拡大させた。しかし、2014年ころからトラブルが表面化して業績が悪化。2016年4月には、従業員の大半を解雇して同社製品の製造をアウトソーシングする方針が打ち出された。